# Anita Louise

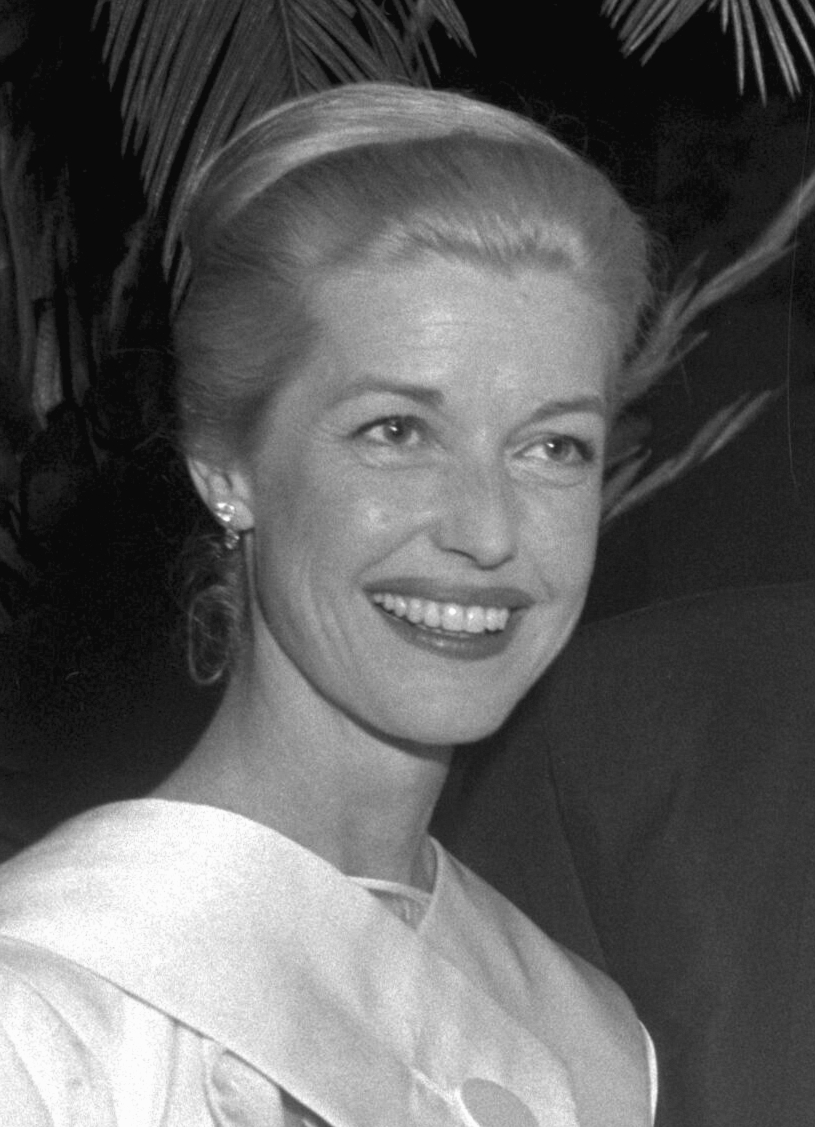
Anita Louise (1958)

Anita Louise Fremault (* 9. Januar 1915 in New York City; † 25. April 1970 in Los Angeles, Kalifornien) war eine US-amerikanische Schauspielerin.

## Leben
Anita Louise begann ihre Karriere im Alter von sechs Jahren als Kinderdarstellerin am Theater. Bereits mit neun trat sie regelmäßig als Louise Fremault in Filmproduktionen auf, kam jedoch nicht über den Status einer Statistin hinaus. Seit 1929 trat sie offiziell als Anita Louise in Erscheinung. Der Wechsel hin zu Erwachsenenrollen gelang der Schauspielerin und 1931 wurde sie zu einem der WAMPAS Baby Stars gewählt. Louise zählte in den 1930er Jahren zu den bestaussehenden Schauspielerinnen. Unter Vertrag bei Warner Brothers wurde sie aufgrund ihres Aussehens bevorzugt in historischen Rollen eingesetzt, darunter als Titania in Ein Sommernachtstraum, neben Fredric March in Ein rastloses Leben und an der Seite von Bette Davis in Drei Schwestern aus Montana. Zu den bekanntesten Auftritten ihrer Karriere gehörte ihre Rolle als Prinzessin de Lamballe in Marie-Antoinette von 1938. Insgesamt kam die Schauspielerin im Laufe ihrer Karriere selten über größere Nebenrollen hinaus. Sie gehörte ferner zu den zahlreichen Schauspielerinnen, die für die Rolle der Scarlett O’Hara in Vom Winde verweht gecastet wurden. Nach 1939 war Anita Louise hauptsächlich in B-Movies zu sehen.
In den 1950er Jahren wechselte sie zum Fernsehen, wo sie 1955 als Mutter in der Serie Flicka neue Popularität erlangen konnte. Sie absolvierte daneben zahlreiche Gastauftritte, unter anderem in der Loretta Young Show, Mannix und Mod Squad. Mit ihrem ersten Ehemann, dem Produzenten Buddy Adler, den sie 1940 heiratete, hatte sie zwei Kinder. 1962 heiratete sie ihren zweiten Ehemann Henry Berger. Anita Louise engagierte sich in späteren Jahren zunehmend für wohltätige Zwecke und war eine bekannte Philanthropin. Politisch eine überzeugte Republikanerin nahm Anita Louise unter anderem an der Amtseinführung von Dwight D. Eisenhower teil. Am 25. April 1970 verstarb sie an den Folgen eines Schlaganfalls. Ihr Grab befindet sich im Forest Lawn Memorial Park in Glendale, Kalifornien.
Ein Stern auf dem Hollywood Walk of Fame, Höhe 6801 Hollywood Boulevard, erinnert an sie.

## Filmografie (Auswahl)
- 1924: The Sixth Commandment
- 1928: Vier Teufel (4 Devils)
- 1928: Eine schamlose Frau (A Woman of Affairs)
- 1929: Wonder of Women
- 1934: Madame Dubarry (Madame Du Barry)
- 1934: Judge Priest
- 1935: Der Liebling der Frauen (Here's to Romance)
- 1935: Ein Sommernachtstraum (A Midsummer Night's Dream)
- 1935: Louis Pasteur (The Story of Louis Pasteur)
- 1936: Ein rastloses Leben (Anthony Adverse)
- 1937: First Lady
- 1937: Das grüne Licht (Green Light)
- 1937: Diese Nacht ist unsere Nacht (Tovarich)
- 1938: Marie-Antoinette
- 1938: Drei Schwestern aus Montana (The Sisters)
- 1938: Going Places
- 1939: Die kleine Prinzessin (The Little Princess)
- 1940: Die Unschuld und der Bösewicht (The Villain Still Pursued Her)
- 1944: So ein Papa (Casanova Brown)
- 1945: Liebesbriefe (Love Letters)
- 1946: Mein Herz gehört dem Rebellen (The Fighting Guardsman)
- 1946: Der Bandit und die Königin (The Bandit of Sherwood Forest)
- 1947: Blondie’s Big Moment
- 1952: Feuerschutz für Stoßtrupp Berta (Retreat, Hell!)
- 1955–1956: Flicka (Fernsehserie, 39 Folgen)
- 1963: The Doctors (Fernsehserie, drei Folgen)
- 1969: Mannix (Fernsehserie, eine Folge)
- 1970: Twen-Police (The Mod Squad) (Fernsehserie, eine Folge)